# Choerades aureopilosa
Choerades aureopilosa là một loài ruồi trong họ Asilidae. Choerades aureopilosa được Ricardo miêu tả năm 1900.